# (11872) 1989 WR
(11872) 1989 WR est un astéroïde de la ceinture principale d'astéroïdes découvert en 1989.

## Description
(11872) 1989 WR a été découvert le 20 novembre 1989 à Kushiro (Japon) par Seiji Ueda et Hiroshi Kaneda.

### Caractéristiques orbitales
L'orbite de cet astéroïde est caractérisée par un demi-grand axe de 2,27 UA, un périhélie de 1,86 UA, une excentricité de 0,18 et une inclinaison de 6,84° par rapport à l'écliptique. Du fait de ces caractéristiques, à savoir un demi-grand axe compris entre 2 et 3,2 UA et un périhélie supérieur à 1,666 UA, il est classé, selon la JPL Small-Body Database, comme objet de la ceinture principale d'astéroïdes.

### Caractéristiques physiques
(11872) 1989 WR a une magnitude absolue (H) de 14,3 et un albédo estimé à 0,068.